# Limiter
Een limiter is een elektronische schakeling in geluidsapparatuur die ervoor zorgt dat het geluidsniveau van het signaal niet boven een ingestelde drempelwaarde uitkomt. Een limiter is zeer nauw verwant aan een compressor, vaak zijn beide typen begrenzers gecombineerd in één apparaat: een compressor/limiter. In theorie verricht een compressor waarbij als ratio ∞:1 gekozen wordt hetzelfde werk als een limiter. In de praktijk wordt de term limiter bij een ratio vanaf 10:1 al gebruikt.
Wanneer het geluidsniveau van het signaal de drempelwaarde overschrijdt, reduceert de limiter het niveau van het signaal in die mate dat het uiteindelijke signaal niet sterker dan de drempelwaarde zal zijn. Geluidsniveaus die onder de ingestelde drempelwaarde blijven worden in volume onveranderd doorgelaten.
Als het proces met een oneindig hoge snelheid plaats zou vinden, zou de golfvorm van het signaal drastisch worden vervormd. Daarom verandert de mate van reductie relatief geleidelijk. Dit kan men instellen door middel van de Attack- en Release-knoppen, ofwel de snelheid waarmee de limiter reageert. Het probleem dat hierbij ontstaat is dat het signaal de drempelwaarde kan overschrijden. Een oplossing hiervoor is look-ahead: de limiter kijkt enkele milliseconden verder in het signaal, zodat aankomende pieken tijdig én geleidelijk worden gereduceerd.
Een limiter maakt de dynamiek van het geluidssignaal dus kleiner, hoewel men vaak incidentele korte pieken (korter dan 3 milliseconden) in het signaal wil reduceren. Zulke reducties zijn nauwelijks hoorbaar.

## Toepassingen
Compressor/limiters worden gebruikt in opnamestudio's om vervorming van het signaal als gevolg van oversturing te voorkomen indien het signaal te hard is. 
Bij mastering worden de hardste pieken in de opname vaak verzwakt zodat het de gehele opname zonder vervorming luider gemaakt kan worden. Omdat deze pieken doorgaans kort zijn, zal de ingreep nauwelijks hoorbaar zijn.
Echter, populaire radiostations proberen hun signaal, voordat het in de ether gestuurd wordt, zo luid mogelijk te maken. De door een limiter veroorzaakte reductie in het signaal wordt dan duidelijk hoorbaar.
Een andere toepassing is het beperken van het geluidsniveau dat door consumentenelektronica zoals draagbare muziekspelers wordt voortgebracht, om gehoorschade te voorkomen. Onderzoek heeft aangetoond dat een deel van de Walkman-generatie kampt met gehoorbeschadiging ten gevolge van het luisteren naar muziek op te hoge geluidsniveaus.
Limiters zijn er tegenwoordig ook al dan niet op een fysiek model gebaseerd in software versies. Deze worden in digitale studios gebruikt.